# Mohammed Waheed Hassan
Mohammed Waheed Hassan (in dhivehi: ޑރ. މުހައްމަދު ވަހީދު ޙަސަން މަނިކު) (Male, 3 gennaio 1953) è un politico maldiviano.
È stato il 5º Presidente delle Maldive, dal 7 febbraio 2012 al 17 novembre 2013, a seguito di una grave crisi istituzionale (da alcuni ritenuta un colpo di Stato) che ha portato alle dimissioni di Mohamed Nasheed.
È stato anche un funzionario delle Nazioni Unite (UNICEF, UNDP e UNESCO). 
Si è candidato alle elezioni presidenziali nelle Maldive del 2013, sostenuto dal Partito di Unità Nazionale e dal Partito Popolare Maldiviano, ma ha ottenuto solo il 5,13%, e non si è ricandidato nuovamente quando le elezioni sono state annullate e ripetute.

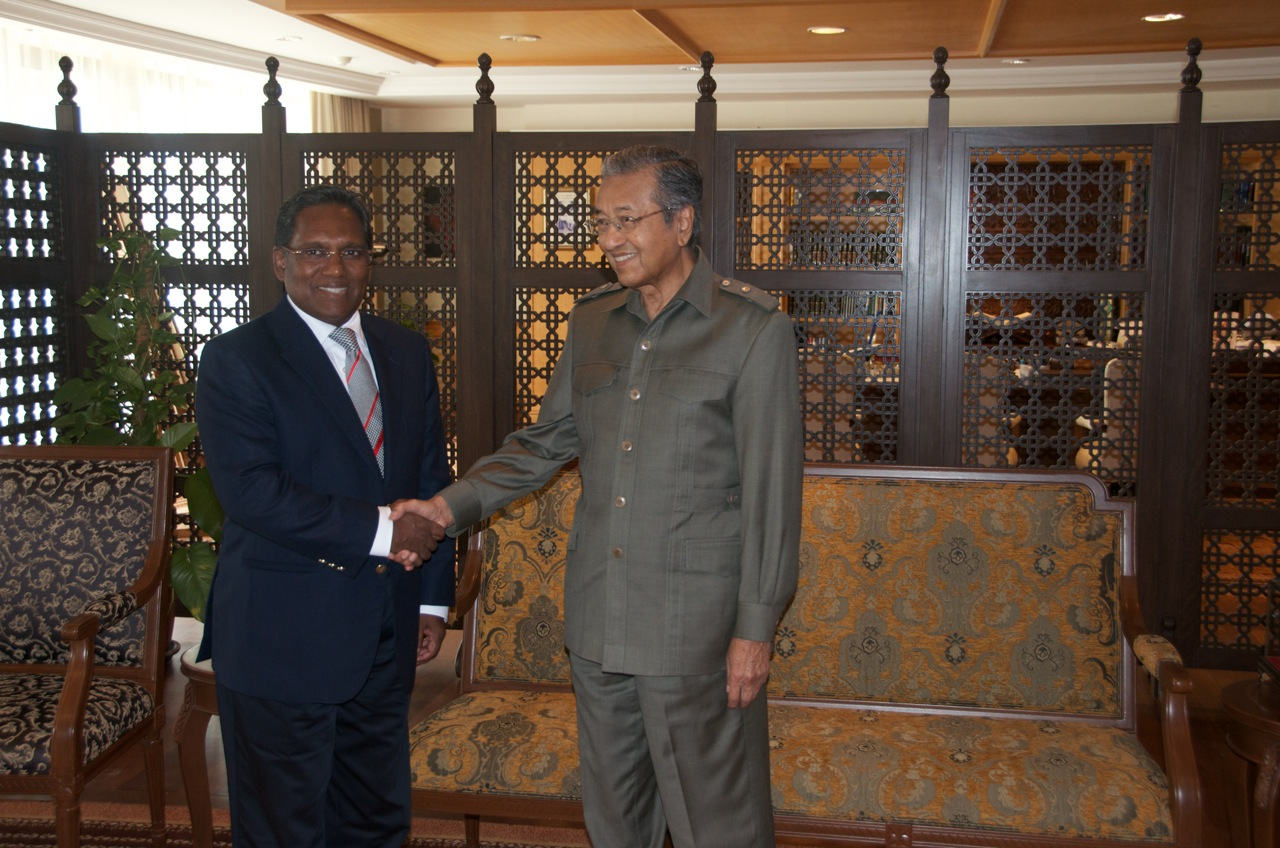
Waheed con Mahathir Mohamad